# Salaviinanpolttajat
Salaviinanpolttajat byl finský němý film z roku 1907. Režiséry byli Louis Sparre (1863–1964) a Teuvo Puro (1884–1956). Film je považován za ztracený.
Jedná se o první celovečerní film v historii finské kinematografie.

## Děj
Dva muži, kteří v lese nelegálně pálí alkohol, začnou hrát karetní hru se svým zákazníkem. Hra se zvrhne ve rvačku, kterou přeruší až příjezd policie. Zatímco zákazníkovi se podaří utéct, výrobci alkoholu jsou zatčeni.